# Budong-Budong
Budong-Budong (Alternativnamen: Bubudong, Tangkou, Tongkou) ist eine im Bezirk Mamuju (Dorf Tongkou im Distrikt Budong-Budong) auf Sulawesi gesprochene Sprache. Sie gehört zu den austronesischen Sprachen.